# NASCAR Nextel Cup 2005
De NASCAR Nextel Cup 2005 was het 57e seizoen van het belangrijkste NASCAR kampioenschap dat in de Verenigde Staten gehouden wordt en het tweede jaar dat het kampioenschap doorging onder de naam Nextel Cup. Het seizoen startte op 20 februari met de Daytona 500, voorafgegaan door de exhibitiewedstrijd Budweiser Shootout en de Daytona kwalificatieraces Gatorade Duels en eindigde op 20 november met de Ford 400. Het seizoen werd voor de tweede keer beslecht met de Chase for the Championship eindronde die gewonnen werd door Tony Stewart. Hij won het kampioenschap voor de tweede keer in zijn carrière. Debutant Kyle Busch won de trofee rookie of the year.

## Races
Top drie resultaten, exhibitie- en kwalificatiewedstrijden staan niet vermeld.
| '                        | Datum  | Race                               | Circuit                         | Winnaar            | Tweede          | Derde              |
| 1                        | 20-feb | Daytona 500                        | Daytona International Speedway  | Jeff Gordon        | Kurt Busch      | Dale Earnhardt jr. |
| 2                        | 27-feb | Auto Club 500                      | California Speedway             | Greg Biffle        | Jimmie Johnson  | Kurt Busch         |
| 3                        | 13-mrt | UAW-DaimlerChrysler 400            | Las Vegas Motor Speedway        | Jimmie Johnson     | Kyle Busch      | Kurt Busch         |
| 4                        | 20-mrt | Golden Corral 500                  | Atlanta Motor Speedway          | Carl Edwards       | Jimmie Johnson  | Greg Biffle        |
| 5                        | 3-apr  | Food City 500                      | Bristol Motor Speedway          | Kevin Harvick      | Elliott Sadler  | Tony Stewart       |
| 6                        | 10-apr | Advance Auto Parts 500             | Martinsville Speedway           | Jeff Gordon        | Kasey Kahne     | Mark Martin        |
| 7                        | 17-apr | Samsung/RadioShack 500             | Texas Motor Speedway            | Greg Biffle        | Jamie McMurray  | Jimmie Johnson     |
| 8                        | 23-apr | Subway Fresh 500                   | Phoenix International Raceway   | Kurt Busch         | Michael Waltrip | Jeff Burton        |
| 9                        | 1-mei  | Aaron's 499                        | Talladega Superspeedway         | Jeff Gordon        | Tony Stewart    | Michael Waltrip    |
| 10                       | 7-mei  | Dodge Charger 500                  | Darlington Raceway              | Greg Biffle        | Jeff Gordon     | Kasey Kahne        |
| 11                       | 14-mei | Chevy American Revolution 400      | Richmond International Raceway  | Kasey Kahne        | Tony Stewart    | Ryan Newman        |
| 12                       | 29-mei | Coca-Cola 600                      | Charlotte Motor Speedway        | Jimmie Johnson     | Bobby Labonte   | Carl Edwards       |
| 13                       | 5-jun  | MBNA RacePoints 400                | Dover International Speedway    | Greg Biffle        | Kyle Busch      | Mark Martin        |
| 14                       | 12-jun | Pocono 500                         | Pocono Raceway                  | Carl Edwards       | Brian Vickers   | Joe Nemechek       |
| 15                       | 19-jun | Batman Begins 400                  | Michigan International Speedway | Greg Biffle        | Tony Stewart    | Mark Martin        |
| 16                       | 26-jun | Dodge/Save Mart 350                | Infineon Raceway                | Tony Stewart       | Ricky Rudd      | Kurt Busch         |
| 17                       | 2-jul  | Pepsi 400                          | Daytona International Speedway  | Tony Stewart       | Jamie McMurray  | Dale Earnhardt jr. |
| 18                       | 10-jul | USG Sheetrock 400                  | Chicagoland Speedway            | Dale Earnhardt jr. | Matt Kenseth    | Jimmie Johnson     |
| 19                       | 17-jul | New England 300                    | New Hampshire Motor Speedway    | Tony Stewart       | Kurt Busch      | Bobby Labonte      |
| 20                       | 24-jul | Pennsylvania 500                   | Pocono Raceway                  | Kurt Busch         | Rusty Wallace   | Mark Martin        |
| 21                       | 7-aug  | Brickyard 400                      | Indianapolis Motor Speedway     | Tony Stewart       | Kasey Kahne     | Brian Vickers      |
| 22                       | 14-aug | Sirius Satellite Radio at the Glen | Watkins Glen International      | Tony Stewart       | Robby Gordon    | Boris Said         |
| 23                       | 21-aug | GFS Marketplace 400                | Michigan International Speedway | Jeremy Mayfield    | Scott Riggs     | Matt Kenseth       |
| 24                       | 27-aug | Sharpie 500                        | Bristol Motor Speedway          | Matt Kenseth       | Jeff Burton     | Greg Biffle        |
| 25                       | 4-sep  | Sony HD 500                        | California Speedway             | Kyle Busch         | Greg Biffle     | Brian Vickers      |
| 26                       | 10-sep | Chevy Rock and Roll 400            | Richmond International Raceway  | Kurt Busch         | Matt Kenseth    | Greg Biffle        |
| Chase for the Nextel Cup |        |                                    |                                 |                    |                 |                    |
| 27                       | 18-sep | Sylvania 300                       | New Hampshire Motor Speedway    | Ryan Newman        | Tony Stewart    | Matt Kenseth       |
| 28                       | 25-sep | MBNA NASCAR RacePoints 400         | Dover International Speedway    | Jimmie Johnson     | Kyle Busch      | Rusty Wallace      |
| 29                       | 2-okt  | UAW Ford 500                       | Talladega Superspeedway         | Dale Jarrett       | Tony Stewart    | Ryan Newman        |
| 30                       | 10-okt | Banquet 400                        | Kansas Speedway                 | Mark Martin        | Greg Biffle     | Carl Edwards       |
| 31                       | 15-okt | UAW-GM Quality 500                 | Charlotte Motor Speedway        | Jimmie Johnson     | Kurt Busch      | Greg Biffle        |
| 32                       | 23-okt | Subway 500                         | Martinsville Speedway           | Jeff Gordon        | Tony Stewart    | Jimmie Johnson     |
| 33                       | 30-okt | Bass Pro Shop MBNA 500             | Atlanta Motor Speedway          | Carl Edwards       | Jeff Gordon     | Mark Martin        |
| 34                       | 6-nov  | Dickies 500                        | Texas Motor Speedway            | Carl Edwards       | Mark Martin     | Matt Kenseth       |
| 35                       | 13-nov | Checker Auto Parts 500             | Phoenix International Raceway   | Kyle Busch         | Greg Biffle     | Jeff Gordon        |
| 36                       | 20-nov | Ford 400                           | Homestead-Miami Speedway        | Greg Biffle        | Mark Martin     | Matt Kenseth       |

## Eindstand - Top 10

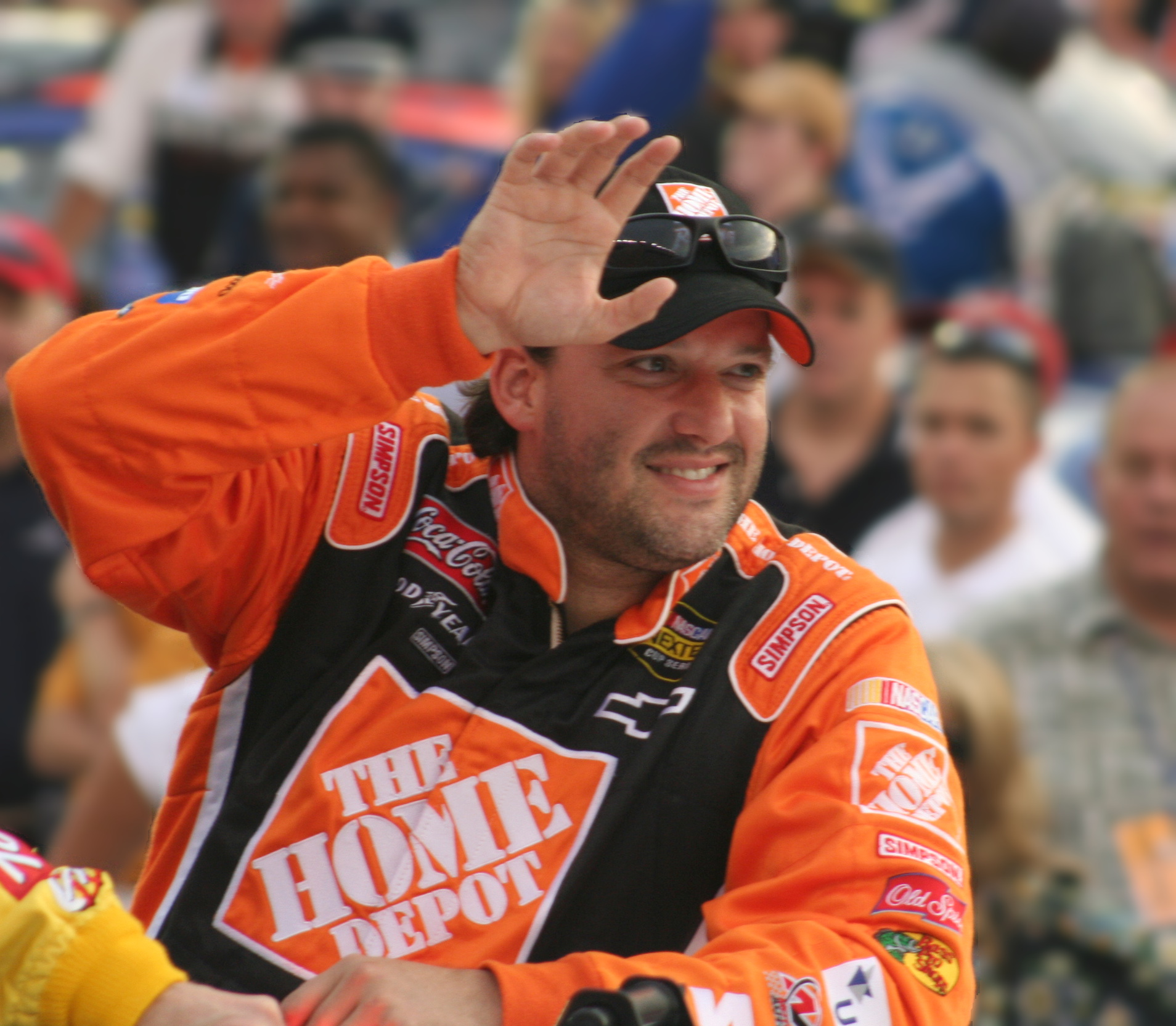
Tony Stewart, winnaar van het kampioenschap.

Eindstand na de Chase for the Championship, aantal overwinningen (W) en punten (Ptn).
|    | Coureur         | Team                 | Auto      | W | Ptn  |
| -- | --------------- | -------------------- | --------- | - | ---- |
| 1  | Tony Stewart    | Joe Gibbs Racing     | Chevrolet | 5 | 6533 |
| 2  | Greg Biffle     | Roush Racing         | Ford      | 6 | 6498 |
| 3  | Carl Edwards    | Roush Racing         | Ford      | 4 | 6498 |
| 4  | Mark Martin     | Roush Racing         | Ford      | 1 | 6428 |
| 5  | Jimmie Johnson  | Hendrick Motorsports | Chevrolet | 4 | 6406 |
| 6  | Ryan Newman     | Penske-Jasper Racing | Dodge     | 1 | 6359 |
| 7  | Matt Kenseth    | Roush Racing         | Ford      | 1 | 6352 |
| 8  | Rusty Wallace   | Penske-Jasper Racing | Dodge     | 0 | 6140 |
| 9  | Jeremy Mayfield | Evernham Motorsports | Dodge     | 1 | 6073 |
| 10 | Kurt Busch      | Roush Racing         | Ford      | 3 | 5974 |